# Rebeca (telenovella)
A Rebeca , egy 2003-as amerikai telenovella a Venevision International–Fonovideótól. Főszereplői: Mariana Seoane, Ricardo Álamo, Pablo Montero, Víctor Cámara és Gaby Espino. A főcímdalt Manuel Mijares adja elő, melynek címe: Rebeca. A sorozat 2003. június 2-án kezdődött el az Univision csatornán. Magyarországon 2004-ben kerül adásba a Zone Romanticán.

## Történet
|  | Alább a cselekmény részletei következnek! |

Apa és fia ugyanabba a nőbe lesz szerelmes.
|  | Itt a vége a cselekmény részletezésének! |

## Szereposztás

### Főszereplők
| Színész(nő)         | Szerepnév                | Megjegyzés                                           | Magyarhangok            |
| ------------------- | ------------------------ | ---------------------------------------------------- | ----------------------- |
| Mariana Seoane      | Rebeca Linares           | Matilde és Adalberto lánya, Niurka és Patty testvére | Debelka Mária           |
| Ricardo Álamo       | Eduardo Montalbán        | Sergio fia                                           | Hanyecz Róbert          |
| Pablo Montero       | Martín García            | Pincér, Dionisia keresztfia                          | Kiss Csaba              |
| Víctor Cámara       | Sergio Montalbán         | Eduardo és Carolina édesapja                         | Kovács Levente          |
| Gaby Espino         | Princesa Izaguirre       | Tony és Nicolás testvére                             | Stefán-Bodor Mária      |
| Ana Patricia Rojo   | Niurka Linares           | Matilde lánya, Rebeca és Patty testvére              | Gajai Ágnes             |
| Katie Barberi       | Regina Montalbán         | Sergio testvére, Adalberto felesége                  | Firtos Edit             |
| Pablo Martín        | Tony Izaguirre           | Princesa és Nicolás testvére                         | Szotyori József         |
| Leonardo Daniel     | Adalberto Santander      | Regina férje, Rebeca édesapja                        | Medgyesfalvi Sándor     |
| Elluz Peraza        | Sara Santos              | Házvezetőnő a Montalbán-házban                       | Kovács Enikő            |
| Jorge Luis Pila     | Nicolás Izaguirre        | Orvos, Princesa és Tony testvére                     | Szőke- Kavinszki András |
| Susana Dosamantes   | Matilde Linares          | Niurka és Rebeca édesanyja, Patty nevelőanyja        | Márton Erzsébet         |
| Adrian Delgado      | Liborio Gil              | Petra fia, Natalio testvére                          |                         |
| Anna Silvetti       | Dionisia Pérez           | Violeta édesanyja, Martín keresztanyja               | Csíky Ibolya            |
| Adolfo Cubas        | Natalio Gil              | Petra fia, Liborio testvére                          |                         |
| Maite Embil         | Carolina Montalbán       | Sergio és Sara lánya, Edurardo testvére              | Németi Emese            |
| Eduardo Rodríguez   | León Mendoza             | Leona testvére                                       |                         |
| Elaiza Gil          | Arcoiris Ponce           | Rebeca barátnője                                     | Tóth Tünde              |
| Patty Álvarez       | Leona Mendoza            | León testvére                                        | Kiss Gabi               |
| Griselda Noguera    | Petra Gil                | Natalio és Liborio édesanyja                         |                         |
| Jacqueline García   | Violeta Pérez            | Dionisa lánya                                        |                         |
| Yina Velez          | Estefania                | Princesa barátnője                                   |                         |
| Marian Valero       | Zaida Díaz               | Cseléd az Izaguirre-házban, Patty testvére           |                         |
| Cherrylin Silva     | Zafiro                   | Leona barátnője                                      |                         |
| Zhandra de Abreu    | Patricia 'Patty' Linares | Matilde nevelt lánya, Niurka és Rebeca testvére      |                         |
| Arianna Coltellacci | Alicia                   | Cseléd                                               |                         |
| Tatiana Capote      | Amanda Gidalva           | Gisela édesanyja                                     | Fábián Enikő            |
| Marjorie de Sousa   | Gisela Gidalva           | Amanda lánya, Eduardo 2. felesége                    | Fodor Réka              |

### Vendég- és mellékszereplők
| Színész(nő)          | Szerepnév | Megjegyzés        |
| -------------------- | --------- | ----------------- |
| Álvaro Ruíz          |           | Ügyvéd            |
| Ana Karina Casanova  | Verónica  | Elena testvére    |
| César Román Bolivar  | Beto      | Martín testvére   |
| Chela Arias          | Florinda  |                   |
| Dayana Garroz        |           | Patty barátnője   |
| Gustavo Franco       |           | Orvos             |
| Julio Capote         | Alfredo   | Pap               |
| Riczabeth Sovalbarro | Elena     | Verónica testvére |

## Fordítás
- Ez a szócikk részben vagy egészben  a   Rebeca (telenovela de 2003) című spanyol Wikipédia-szócikk fordításán alapul.  Az eredeti cikk szerkesztőit annak laptörténete sorolja fel. Ez a jelzés csupán a megfogalmazás eredetét és a szerzői jogokat jelzi, nem szolgál a cikkben szereplő információk forrásmegjelöléseként.